# Battlerite
Battlerite est un jeu vidéo développé et édité par Stunlock Studios, sorti en 2017 sur Windows et Xbox One.

## Système de jeu
Le jeu invite le joueur à sélectionner un avatar parmi une trentaine, ces avatars étant divisés en classes de type corps à corps, à distance ou de soutien. Cela consiste ensuite en l'affrontement de deux équipes composées de deux ou trois joueurs. Le combat se déroule sur une carte symétrique et combine des mécaniques des arènes de World of Warcraft et celle des MOBAs.

## Accueil
- Canard PC : 8/10[2]